# Margarete von Pfalz-Zweibrücken
Margarete von Pfalz-Zweibrücken (* 10. Juli 1456; † 16. Juni 1514) war eine Pfalzgräfin  von Zweibrücken und durch Heirat Gräfin von Nassau-Wiesbaden-Idstein. Sie starb als Äbtissin des Klosters Marienberg in Boppard.

## Leben
Margarete war das älteste Kind des Pfalzgrafen und Herzogs Ludwig I. von Zweibrücken (1424–1489) aus dessen Ehe mit Johanna (um 1435–1504), Tochter des Antoine I. von Croÿ, Graf von Porcean und Guines.
Das Leben von Margarete liegt weitgehend im Dunklen. Vermutlich wurde sie sehr jung 1470 mit dem ebenfalls minderjährigen Grafen Philipp von Nassau-Idstein (1450–1509) vermählt. Möglicherweise wurde das Eheversprechen aus unbekannten Ursachen wieder rückgängig gemacht. Die Verbindung blieb kinderlos und Margarete trat in das Kloster Marienberg in Boppard ein, wo sie 1484 nach dem Tod von Christine von Greiffenclau zur Äbtissin gewählt wurde und dies bis zu ihrem Tod blieb.